# Ан-3
Ан-3 — версия грузопассажирского самолёта Ан-2 с турбовинтовым двигателем ТВД-20 (спроектирован Омским моторостроительным КБ). Самолёт производился мелкосерийно Омским производственным объединением «Полёт» с 2000 до 2009 года.

## История
Ещё в 1950-х годах возникла идея установить турбовинтовой двигатель на Ан-2. Но в те годы не нашлось подходящего двигателя. В 1960-х годах появился двигатель ГТД-10 (ТВД-10), разработанный в Омском МКБ под руководством В. А. Глушенкова, а в 1967 году именно его решили использовать для ремоторизации самолёта и в июне 1967 был представлен проект Ан-3 с более мощным двигателем ТВД-10А. Но работы по двигателю были приостановлены из-за сокращения численности Омского МКБ.
В 1971 году был представлен проект Ан-3 с двигателем ТВ2-117С, установленным под кабиной экипажа, крылом увеличенного размаха, шасси с носовой стойкой, с системой кондиционирования и более производительным сельхозоборудованием. Но по ряду причин этот проект реализован не был. 

Позже был разработан проект Ан-3 с двумя двигателями ТВД-850 вращавшими воздушный винт через общий редуктор. Но двигатель так и не был запущен в производство.
В 1974 году МГА дало добро на разработку варианта Ан-2 с двигателем ТВД-10Б. Вскоре для Ил-86 потребовалась ВСУ (вспомогательная силовая установка), которую создали на базе ТВД-10, а работу по ТВД-10Б как самолётному двигателю забросили.
В 1978 году работы над двигателем в Омске возобновились. Новый вариант получил обозначение ТВД-20. В 1979 году проект самолёта был доработан под ТВД-20. В декабре модернизированный Ан-2 прошёл программу лётных испытаний в Туркменской ССР. 
13 мая 1980 года лётчики-испытатели С. А. Горбик и П. Д. Игнатенко впервые подняли прототип Ан-3 в воздух. В 1981 году начались заводские испытания. К 1986 году для Ан-3 был разработан комплект сельхозаппаратуры (опрыскиватель и бак для химикатов с системой автозаправки).
Госиспытания начались только в 1986 году, из-за трудности с организацией производства двигателя. 
В 1989 году проведены госиспытания лётчиком-испытателем А. К. Хрустицким и к 1991 году был проведён весь комплекс испытаний. 
Однако, в связи с распадом СССР и развалом экономики самолёт не поступил в производство.

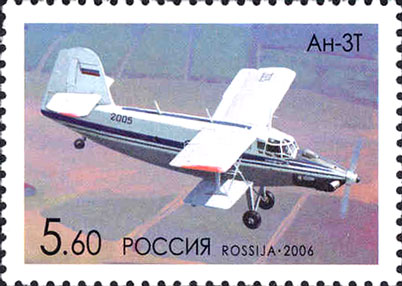
Ан-3Т на почтовой марке России

Летом 1997 года на Украине, в АНТК им. Антонова было принято решение возродить проект Ан-3. Работы возглавил заместитель генерального конструктора Г. Г. Онгирский. Приоритет был отдан модификации Ан-3Т, потому что спрос на сельскохозяйственный вариант упал. Для соответствия современным требованиям самолёт был доработан: между кабиной и двигателем установлена противопожарная перегородка, по левому борту за кабиной пилотов сделана вставка с входной дверью, на правом борту установлен аварийный люк, была усилена верхняя панель центроплана, доработан стабилизатор, вместо тросовой проводки управления установили жёсткие тяги. 
К началу 1998 года на Омском ПО «Полёт» был построен первый Ан-3Т (RA-62523). 
Вскоре начались испытательные полёты Ан-3СХ. 
Первый серийный Ан-3Т 21 ноября 2000 года передан авиакомпании «Заполярье».
В мае 2009 года принято решение о прекращении серийного производства.
В 2002 году российский ученый-океанолог, исследователь Арктики и Антарктики А. Н. Чилингаров возглавил полёт одномоторного самолёта Ан-3Т на Южный полюс. Самолёт в разобранном виде привезли на побережье континента на борту Ил-76. Была показана[как?] эффективность использования лёгкой авиационной техники на ледовом щите Антарктиды: заметное достижение на фоне свёртывания присутствия России в Антарктике. Однако Ан-3Т не смог оторваться от ледника: двигатель не завёлся из-за разрежённого воздуха и мороза. Машину пришлось оставить на полюсе. Через несколько лет её отремонтировали и своим ходом отправили опять к побережью.
В 2012 году было объявлено о начале производства облегчённой модификации Ан-3-100 на Киевском авиазаводе.

## Конструкция
Самолёт Ан-3 является дальнейшим развитием и модификацией самолёта Ан-2, эксплуатирующегося более шестидесяти лет. Модификация осуществлялась путем переоборудования самолётов Ан-2 с остатком ресурса не менее 50 %.

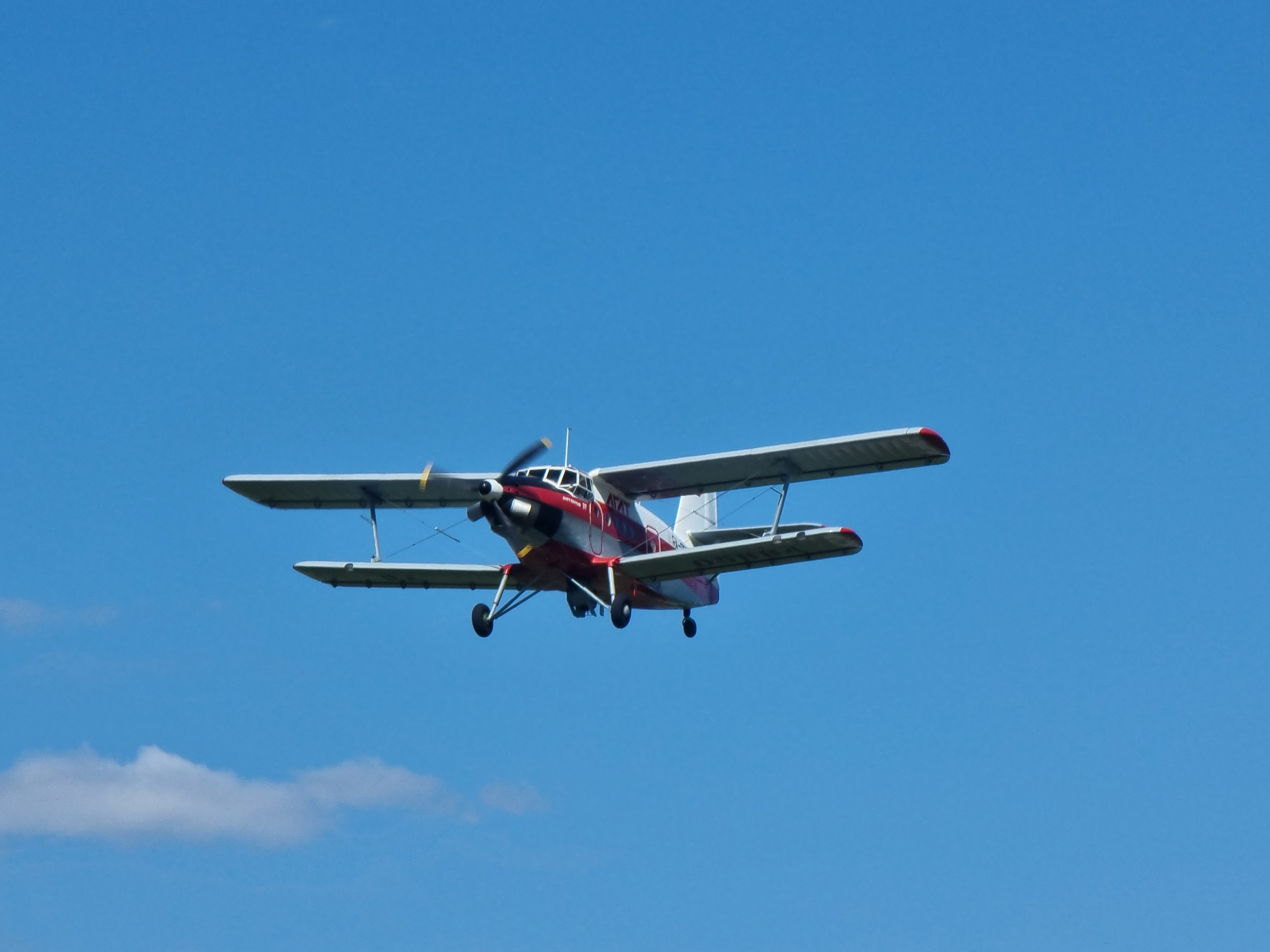
Ан-3Т в воздухе

Ан-3 построен по аэродинамической схеме расчалочного биплана. Фюзеляж цельнометаллический (Д-16Т, Д-16АТ) полумонокок балочно-стрингерного типа.
Крылья прямые, двухлонжеронные, образованы двояковыпуклым несимметричным профилем. Обшивка крыльев выполнена из полиэфирной ткани. Коробка крыльев одностоечная с I-образными стойками. Верхнее крыло снабжено автоматическими предкрылками по всему размаху, щелевыми закрылками и элерон-закрылками. На нижнем крыле установлены только щелевые закрылки.
Шасси неубирающееся, трёхопорное, с хвостовым колесом. В зимнее время предусмотрена установка лыж с обогреваемыми полозьями.
Силовая установка состоит из турбовинтового двигателя ТВД-20 мощностью 1375 э.л. с. с трёхлопастным тянущим реверсивным винтом АВ-17 диаметром 3,6 м, с регулятором оборотов. 
Запас топлива размещён в шести крыльевых баках (в верхнем крыле). 
Система запуска двигателя электрическая; запуск осуществляется стартером генератором как от аэродромных источников питания, так и от аккумуляторных батарей, установленных на борту самолёта. 
Масса двигателя в два раза меньше двигателя АШ-62, устанавливаемого на самолёте Ан-2, из-за этого изменена передняя часть фюзеляжа для сохранения центровки самолёта.
В левом борту установлена грузовая дверь размером 1,46×1,53 м, а в ней — пассажирская размером 0,81×1,42 м. Кабина пилотов оснащена системами обогрева и вентиляции. Фонарь кабины лётчиков выполнен выпуклым с боков для обзора назад и вниз.
В сельскохозяйственном варианте предусмотрено применение навесного широкозахватного сельхозоборудования и аппаратуры ультрамалообъёмного распыления.
По желанию заказчика на самолёте могут устанавливаться: навигационная спутниковая система СН-3301, аварийный маяк АРМ-406 системы «Коспас-Сарсат», приборы контроля и управления двигателя, приборные доски, отвечающие нормам лётной годности, высокоточный радиовысотомер А-037, бортовой регистратор БУР-4-1-02, современное радиосвязное оборудование.
В результате модернизации масса коммерческой нагрузки возросла в 1,2 раза, скорость — в 1,3 раза, скороподъёмность — в 1,8 раза, снизился уровень шума и вибрации в кабине, что обеспечило комфортные условия экипажу. Производительность самолёта возросла в полтора раза при снижении расходов на топливо в 5-6 раз и на масло в 25 раз. Запуск двигателя без подогрева стал возможен при температуре до −25 градусов. Особенно существенной было увеличение взлетной массы самолёта и коммерческой нагрузки при сохранении той же взлетно-посадочной полосы и возможность использовать масла и керосин, применяемые для всех других самолётов.

## Модификации

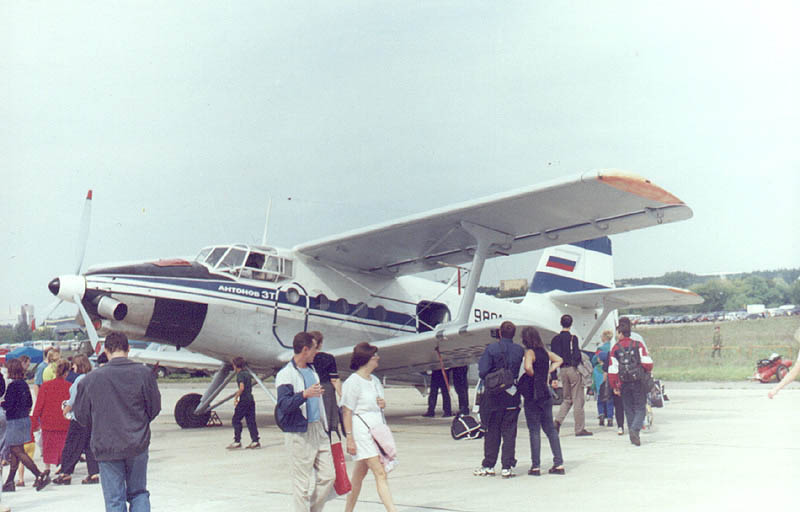
Лёгкий транспортный самолёт Ан-3Т на выставке МАКС-1999.

| Название модели  | Краткие характеристики, отличия. |
| ---------------- | --- |
| Ан-3СХ (03.02)   | Сельскохозяйственный. Отличается одноместной кабиной, баком для химикатов на 2200 л. Первый полёт 13 мая 1980 года. |
| Ан-3Т (03.01)    | Транспортный. Предназначен для перевозки 1800 кг груза и 4 пассажиров. Первый полёт 19 февраля 1998 года. |
| Ан-3Т-07 (03.07) | В машине устанавливаются 12 мягких складывающихся и откидывающихся к стенкам фюзеляжа кресел. Устанавливаются откидные полки для личного багажа пассажиров, санузел и питьевая точка. Для улучшения внешнего вида самолёта, освещения пассажирского салона и повышения комфорта оборудуются квадратные окна, тепло- и звукоизоляция, вентиляция и обогрев к каждому пассажирскому месту. Вводится аварийный дополнительный выход по правому борту. Ан-3Т-07 может перевозить 9 пассажиров и 3 человека обслуживающего персонала или 1800 кг коммерческого груза. Возможны смешанные перевозки грузов и пассажиров одновременно. |
| Ан-3Т-08 (03.08) | Лесопатрульный (выпускался с 2002 года). |
| Ан-3Т-10 (03.10) | Десантный. Предназначен для высадки 12 парашютистов. |
| Ан-3ТБК (03.03)  | Бизнес-класса («салон»). Отличается прямоугольными окнами с двойными стёклами, наличием багажника, гардероба и туалета. |

## Лётно-технические характеристики
- Двигатель — ТВД-20
- Взлётная мощность, э. л. с. 1375
- Габариты, м:
  - размах верхнего крыла — 18,176
  - размах нижнего крыла — 14,200
  - длина — 13,965
  - высота — 4,930
- Площадь крыльев, м²:
  - верхнего — 43,55
  - нижнего — 27,96
  - общая — 71,51
- Габариты грузовой кабины, м:
  - длина — 4,21
  - ширина — 1,65
  - высота — 1,85
- Масса, кг:
- пустого — 3615
- взлётная нормальная — 5650
- взлётная максимальная — 5800
- Запас топлива, кг — 1271
- Масса коммерческой нагрузки, максимальная, кг — 1800
- Скорость, км/ч:
  - максимальная — 255
  - крейсерская — 230
  - при авиахимических работах — 150—170
  - посадочная — 110
  - сваливания — 60
- Скороподъёмность у земли, м/с — 5
- Практический потолок, м — 3900
- Дальность полёта, км:
  - с коммерческой нагрузкой 1500 кг — 770
  - перегоночная на высоте 1000 м — 1140
  - перегоночная на высоте 2000 м — 1230
- Длина разбега, м — 140
- Длина пробега, м — 95—105
- Экипаж, чел. — 1—2

## Эксплуатанты
- Полярные авиалинии — 5 ед.
- МЧС России — 3 ед.
- Авиакомпания «Авиалифт ДВ» — 2 ед.
- ГП КК «КрасАвиа» — 1 ед.